# Deolinda do Carmo Salvado da Conceição
Deolinda do Carmo Salvado da Conceição (Macau, 7 de Julho de 1913 - Hong Kong, 24 de Maio de 1957) foi uma ilustre jornalista e escritora macaense que marcou o panorama cultural lusófono de Macau nos anos 50 do século XX.

## Biografia
De nacionalidade portuguesa, Deolinda do Carmo Salvado da Conceição nasceu em Macau no dia 7 de Julho de 1913, sendo a quarta filha de António Manuel Salvado, comerciante português oriundo de Medelim (Castelo Branco) e radicado em Macau, e de Áurea Angelina da Cunha Salvado, uma macaense natural de Macau. Estudou no Liceu de Macau e, no dia 1 de Novembro de 1931, casou com Luís Gaspar Alves, em Cantão. O novo casal foi viver para Xangai, que era na altura uma grande e dinâmica cidade cosmopolita. Porém, mais tarde, eles acabaram por se divorciar.
Em 1937, já em fase de separação com Luís Alves, ela refugiou-se para Hong Kong com os seus filhos José Maria Salvado Alves e Rui Cândido Augusto Alves, porque Xangai foi invadido pelos japoneses. Porém, em Dezembro de 1941, Hong Kong foi também ocupada pelos japoneses, começando assim um período sombrio para esta colónia britânica, que só terminou com a rendição do Japão em Agosto de 1945. Durante este difícil período, ela foi directora duma escola portuguesa em Hong Kong e tradutora de notícias do inglês para o português para o jornal "A Voz de Macau".
Com o fim da Segunda Guerra Mundial, Deolinda da Conceição regressou a Macau com os seus dois filhos. Lá, ela tornou-se secretária da direcção e jornalista do diário "Notícias de Macau", fundado em Agosto de 1947, e professora de Inglês e Estenografia na Escola Comercial Pedro Nolasco. No dia 29 de Maio de 1948, ela casou em segundas núpcias com António Maria da Conceição, que era seu colega de trabalho e se tornou depois director do "Notícias de Macau". Ela escrevia no jornal crónicas, artigos de crítica literária e artística, ensaios, contos e uma "página feminina" que foi muito apreciada.
Em 1956, ela visitou Portugal pela primeira vez, num paquete, juntamente com o seu novo marido e o seu filho António Maria da Conceição Júnior, que nasceu em 1951. Permaneceu seis meses em Lisboa, onde conseguiu convencer a prestigiada Livraria Francisco Franco a publicar o seu único livro, a "Cheong Sam - a Cabaia". Porém, Deolinda foi diagnosticada com uma doença incurável e, contra o tempo, tentou conhecer mais e melhor Portugal, a sua pátria. Em 1957, ela regressou a Macau com o seu marido e o seu filho António. Foi imediatamente hospitalizada em Hong Kong, onde morreu no dia 24 de Maio de 1957, com apenas 43 anos.

### Família
Filha de António Manuel Salvado (1879-1932) e de Áurea Angelina da Cunha Salvado (1887-1919), Deolinda da Conceição casou no dia 1 de Novembro de 1931 com Luís Gaspar Alves (1910-1963). Deste casamento nasceram dois filhos:
- José Maria Salvado Alves, que nasceu no dia 10 de Agosto de 1932;
- Rui Cândido Augusto Alves, que nasceu no dia 7 de Novembro de 1936.

No dia 29 de Maio de 1948, Deolinda casou em segundas núpcias com António Maria da Conceição, com quem teve um filho:
- António Maria da Conceição Júnior, que nasceu no dia 6 de Dezembro de 1951.

## Cheong-Sam - a Cabaia
"Cheong-Sam - a Cabaia", o seu único livro, foi publicado pela primeira vez em Lisboa em 1956 pela Livraria Francisco Franco. Este livro é composto por 27 contos, na sua maioria já publicados anteriormente no “Notícias de Macau”. Todos estes contos tratam principalmente da posição e condição das mulheres na China e em Macau. Mais concretamente, retratam a luta das mulheres chinesas educadas e ocidentalizadas pela sua emancipação numa sociedade profundamente tradicional e patriarcal. Contam também a vida das mulheres e homens chineses que sucumbiam ou lutavam contra a opressão, a pobreza extrema e as milenares superstições. Reflectem também sobre os perigos do materialismo e os inúmeros preconceitos que a mulher chinesa sofria.
Os seus contos retratam também os efeitos da Segunda Guerra Mundial, que a própria autora experimentou. Denunciam também as inúmeras injustiças sociais, nomeadamente os casos de chineses de Macau que eram discriminados pela comunidade portuguesa e macaense. Neste livro, também há contos de amor, na sua maioria com um fim trágico, resultante de barreiras sócio-económicas ou raciais intransponíveis. Como mestiça luso-descendente ou macaense, Deolinda da Conceição sabia bem a força e os efeitos nefastos destas barreiras, nomeadamente as raciais.
Mas, nem todo o livro é tragédia e tristeza, tendo também algumas passagens onde várias personagens revelam solidariedade humana e renúncia da condição e classe social que a sociedade lhes deram. Para Deolinda, estes sentimentos nobres humanizam as relações sociais, tornando a sociedade mais livre e feliz.
Na altura e depois da sua publicação, o livro recebeu elogios de diversos escritores e críticos de Portugal e de Macau, tais como:
Trata-se de um livro todo feito de sinceridade, de afecto à sua terra, de carinho pelo seu povo, de ansioso ardor pelo seu progresso, de uma sentimentalidade bem difícil de igualar— Afonso Correia, no prefácio da primeira edição do livro (1956)
A frescura e a graça dos seus contos, por vezes admiráveis— João Gaspar Simões
Narrativas feitas de experiência, carregadas de sentimentos íntimos e de íntimas dores e alegrias— Amândio César, Diário Popular, Junho de 1970
Uma obra curta, pelo curto viver da escritora, mas uma obra definitiva.— Amândio César
Em 1979, o seu filho António conseguiu convencer o Governo de Macau a reeditar a "Cheong-Sam - a Cabaia". Em 1987, o Instituto Cultural de Macau publicou uma nova edição deste livro e no ano seguinte publicou a sua versão chinesa. Em 2007, o Instituto Internacional de Macau patrocinou uma nova edição da "Cheong Sam - A Cabaia", cujo lançamento coincidiu com o 3° Encontro das Comunidades Macaenses.